# Cadphises
Cadphises is een geslacht van vlinders van de familie bloeddrupjes (Zygaenidae), uit de onderfamilie Chalcosiinae.

## Soorten
- C. azim (Doubleday, 1847)
- C. maculata Moore, 1865
- C. moorei Butler, 1875